# Élections législatives de 1876 dans la Meuse
Les élections législatives de 1876 ont eu lieu les 20 février et 5 mars.

## Députés élus
|   | Circonscription | Député élu            |  | Groupe parlementaire |
| - | --------------- | --------------------- |  | -------------------- |
| 1 | Bar-le-Duc      | Auguste Grandpierre   |  | Centre gauche        |
| 2 | Commercy        | Henri Liouville       |  | Union républicaine   |
| 3 | Montmédy        | Eugène Billy          |  | Union républicaine   |
| 4 | Verdun          | François de Klopstein |  | Orléaniste           |

## Résultats à l'échelle du département
| Partis         | Partis                     | Premier tour | Premier tour | Sièges |
| Partis         | Partis                     | Voix         | %            | Sièges |
| -------------- | -------------------------- | ------------ | ------------ | ------ |
|                | Orléanistes                | 29 961       | 43,22        | 1      |
|                | Républicains modérés       | 24 980       | 35,97        | 2      |
|                | Républicains conservateurs | 11 081       | 16,05        | 1      |
|                | Légitimistes               | 3 167        | 4,57         | 0      |
|                | Divers                     | 260          | 0,38         | 0      |
|                |                            |              |              |        |
| Inscrits       | Inscrits                   | 84 832       | 100,00       | 4      |
| Votants        | Votants                    | 69 837       | 82,32        |        |
| Abstentions    | Abstentions                | 14 995       | 17,68        |        |
| Blancs et nuls | Blancs et nuls             | 388          | 0,56         |        |
| Exprimés       | Exprimés                   | 69 449       | 99,44        |        |

## Résultats par arrondissement

### Arrondissement de Bar-le-Duc
| Candidat       | Candidat                  | Parti                    | Premier tour | Premier tour |
| Candidat       | Candidat                  | Parti                    | Voix         | %            |
| -------------- | ------------------------- | ------------------------ | ------------ | ------------ |
|                | Auguste Grandpierre       | Républicain conservateur | 11 081       | 59,14        |
|                | Jules Jacquot d'Andelarre | Orléaniste               | 4 359        | 23,26        |
|                | Paulin Gillon             | Légitimiste              | 3 167        | 16,9         |
|                | Blancpain de Rémisson     | Orléaniste               | 127          | 0,07         |
|                | Divers                    | Divers                   | 54           | 0,29         |
|                |                           |                          |              |              |
| Inscrits       | Inscrits                  | Inscrits                 | 22 628       | 100,00       |
| Votants        | Votants                   | Votants                  | 18 815       | 83,15        |
| Abstention     | Abstention                | Abstention               | 3 813        | 16,85        |
| Blancs et nuls | Blancs et nuls            | Blancs et nuls           | 77           | 0,41         |
| Exprimés       | Exprimés                  | Exprimés                 | 18 738       | 99,59        |

### Arrondissement de Commercy
| Candidat       | Candidat        | Parti              | Premier tour | Premier tour |
| Candidat       | Candidat        | Parti              | Voix         | %            |
| -------------- | --------------- | ------------------ | ------------ | ------------ |
|                | Henri Liouville | Républicain modéré | 10 593       | 55,72        |
|                | Louis Buffet    | Orléaniste         | 8 365        | 44,00        |
|                | Divers          | Divers             | 53           | 0,28         |
|                |                 |                    |              |              |
| Inscrits       | Inscrits        | Inscrits           | 23 102       | 100,00       |
| Votants        | Votants         | Votants            | 19 145       | 82,87        |
| Abstention     | Abstention      | Abstention         | 3 957        | 17,13        |
| Blancs et nuls | Blancs et nuls  | Blancs et nuls     | 134          | 0,70         |
| Exprimés       | Exprimés        | Exprimés           | 19 011       | 99,30        |

### Arrondissement de Montmédy
| Candidat       | Candidat       | Parti                                | Premier tour | Premier tour |
| Candidat       | Candidat       | Parti                                | Voix         | %            |
| -------------- | -------------- | ------------------------------------ | ------------ | ------------ |
|                | Eugène Billy   | Républicain modéré                   | 7 673        | 57,80        |
|                | Péchenard      | Orléaniste (conservateur catholique) | 5 716        | 42,31        |
|                | Divers         | Divers                               | 120          | 0,89         |
|                |                |                                      |              |              |
| Inscrits       | Inscrits       | Inscrits                             | 16 928       | 100,00       |
| Votants        | Votants        | Votants                              | 13 659       | 80,69        |
| Abstention     | Abstention     | Abstention                           | 3 269        | 19,31        |
| Blancs et nuls | Blancs et nuls | Blancs et nuls                       | 150          | 1,10         |
| Exprimés       | Exprimés       | Exprimés                             | 13 509       | 98,90        |

### Arrondissement de Verdun
| Candidat       | Candidat              | Parti                   | Premier tour | Premier tour |
| Candidat       | Candidat              | Parti                   | Voix         | %            |
| -------------- | --------------------- | ----------------------- | ------------ | ------------ |
|                | François de Klopstein | Conservateur catholique | 11 394       | 62,81        |
|                | Félix De Fallois      | Républicain modéré      | 6 714        | 37,01        |
|                | Divers                | Divers                  | 33           | 0,18         |
|                |                       |                         |              |              |
| Inscrits       | Inscrits              | Inscrits                | 22 174       | 100,00       |
| Votants        | Votants               | Votants                 | 18 218       | 82,16        |
| Abstention     | Abstention            | Abstention              | 3 956        | 17,84        |
| Blancs et nuls | Blancs et nuls        | Blancs et nuls          | 77           | 0,42         |
| Exprimés       | Exprimés              | Exprimés                | 18 141       | 99,58        |